# Província de São Tomé i Príncipe
Les illes de São Tomé i Príncipe van ser una colònia de l'Imperi Portuguès des del seu descobriment el 1470 fins a 1975, quan els fou concedida la independència de Portugal.
Els exploradors portuguesos João de Santarém i Pêro Escobar van descobrir les illes al voltant de l'any 1470, que aleshores van trobar deshabitades. L'illa de São Tomé va rebre el seu nom portuguès en honor de Sant Tomàs, ja que van descobrir l'illa en la seva diada, mentre que l'illa de Príncipe va rebre aquest nom en honor del príncep Alfons de Portugal, favorit del seu pare.
El primer intent d'assentament a les illes començà en 1485, quan la corona portuguesa concedí a João de Paiva l'illa de São Tomé. Però aquest intent no va tenir èxit perquè els colons no van ser capaços de produir aliments en les condicions i clima específics de les illes, i a causa de les malalties tropicals que els van afectar. No fou fins a 1493 quan el rei Joan II de Portugal nomenà Álvaro de Caminha com a capità-major de l'illa de São Tomé, el primer establiment amb èxit. Entre aquests colons portuguesos, hi va haver una porció significativa dels delinqüents i orfes, així com de nens jueus arrabassats als seus pares per assegura-se que eren criats com a cristians. La colonització de l'illa de Príncipe va començar en 1500.
En els anys següents els colons portuguesos van començar a importar grans quantitats d'esclaus de l'Àfrica continental per al conreu força rendible en el ric sòl volcànic de l'illa de São Tomé de canya de sucre. A mitjans del segle xvi de São Tomé generà una enorme riquesa a Portugal en esdevenir el major productor del món de sucre.
En les primeres dècades del segle xvii la competència de plantacions de sucre de la colònia també portuguesa del Brasil i les freqüents revolta d'esclaus a l'illa (com la revolta dels angolars), començaren a danyar lentament el cultiu de sucre. Això va significar el declivi de la producció de sucre, i la reorientació de l'economia local cap al comerç d'esclaus, que va quedar majoritàriament a mans de la població de mestiços locals. La situació geogràfica de les illes les convertí en un lloc comercial decisiu en el comerç atlàntic d'esclaus, com a punt de concentració dels esclaus portats des del Golf de Guinea i el Regne del Congo amb destí aa les Amèriques.
Les Províncies Unides neerlandeses ocuparen l'illa de São Tomé en 1641 fins a 1648 quan els portuguesos van tornar a prendre el control de l'illa. Els neerlandesos, però, no ocuparen pas l'illa Príncipe.
En 1753, a causa dels freqüents atacs de pirates i corsaris, la capital de l'illa de São Tomé va ser transferida a Santo António a l'illa Príncipe, i les illes van passar a ser governats com una simple colònia, amb un únic governador. No va ser fins a 1852 quan la capital fou transferida novament a l'illa de São Tomé.
A principis del segle xix els portuguesos van introduir cafè i cacau en plantacions extensives a gran escala anomenades roças, donant així un gran impuls a l'economia. El cicle de producció de cafè va acabar al segle xix quan va ser substituït pel cacau com la principal producció de les illes. Aleshores São Tomé i Príncipe es va convertir en una important zona de producció mundial de cacau durant diverses generacions, i en les primeres dècades del segle xix va ser amb freqüència el principal productor mundial de cacau.
En 1972 fou creat per exiliats a Guinea Equatorial un partit nacionalista d'ideologia marxista, el Moviment per l'Alliberament de São Tomé i Príncipe, amb l'objectiu d'assolir la independència del país. La revolució dels clavells de 1974 va acabar amb la dictadura de l'Estado Novo i inicià un procés de descolonització de les colònies portugueses a Àfrica. El 12 de juliol de 1975 el nou règim portuguès va reconèixer la independència de São Tomé i Príncipe.